# ウィッチャー (小説)

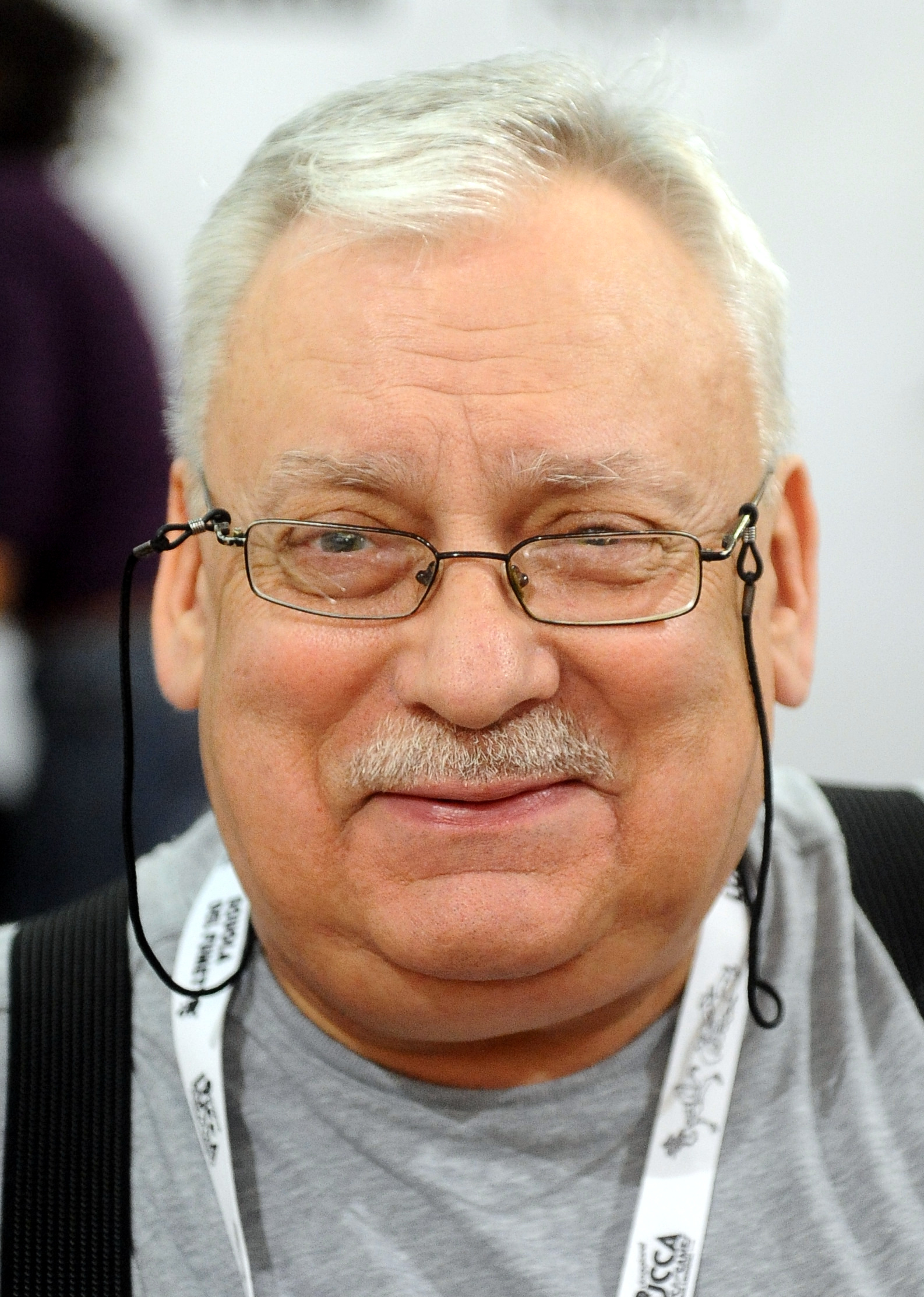
アンドレイ・サプコフスキ

『ウィッチャー』（原題：ポーランド語: Saga o wiedźminie、読みはサガ・オ・ヴェジミニェに近い）は、アンドレイ・サプコフスキによる小説シリーズ。スラブ神話のVedmak（Witcher、ウィッチャー、男の魔法使いの意）を題材とし、ベテランのウィッチャーであるリヴィアのゲラルトを主人公とする。また、人気ゲーム「ウィッチャー」シリーズの原作でもある。日本では当初『魔法剣士ゲラルト』として翻訳された。2019年からはシリーズに基づくテレビドラマ『ウィッチャー』が配信された。

## 沿革
- 1986年　ポーランドのSF雑誌「Fantastyka」に「Wiedźmin」（読みはヴィェジミンかヴェジミンに近い[2]。英題はThe Witcher）が短編として掲載される。現在までに5冊の長編と3冊の短編集が出版されており、全世界で300万部以上発行のベストセラーシリーズである。2009年には英語版の『Blood of Elves』がデイヴィッド・ゲメル・レジェンド賞（英語版）を受賞している[3]。
- 1993年　ポーランドで漫画化（Wiedźmin (komiks)）。※英語版記事：The Witcher#Comic books
- 2001年　ポーランドで映画化（Wiedźmin (film)）。※英題：The Hexer (film)、邦題『コンクエスタドール』
- 2002年　ポーランドでTVシリーズ化（Wiedźmin (serial 2002)）。※英題：The Hexer (TV series)
- 2007年　CD Projekt Redにより、最初のビデオゲーム化（The Witcher (video game)）。
- 2011年　CD Projekt Redにより、ビデオゲームの続編が作られる（The Witcher 2: Assassins of Kings）。
- 2014年　CD Projekt RedとFantasy Flight Gamesによりボードゲーム化。日本語版はアークライトゲームズより発売。
- 2015年　CD Projekt Redにより、ビデオゲーム三作目が作られる（ウィッチャー3 ワイルドハント）。
- 2017年　Netflixがドラマシリーズ化を発表。
- 2019年　Netflixにてドラマシリーズ『ウィッチャー』配信開始（シーズン1）。

## 長編
- Krew elfów （英題：Blood of Elves）（1994年） - 「ウィッチャーI エルフの血脈」（日本語版、川野靖子・天沼春樹訳/ハヤカワ文庫FT、2017年）（旧版「〈魔法剣士ゲラルト〉エルフの血脈」 ハヤカワ文庫FT、2010年）
- Czas pogardy（英題：Times of Contempt）（1995年） - 「ウィッチャーII 屈辱の刻」 （日本語版、川野靖子訳/ハヤカワ文庫FT、2017年）
- Chrzest ognia（英題：Baptism of Fire）（1996年）- 「ウィッチャーIII 炎の洗礼」 （日本語版、川野靖子訳/ハヤカワ文庫FT、2018年）
- Wieża Jaskółki（英題：The Swallow's Tower）（1997年）- 「ウィッチャーIV ツバメの塔」 （日本語版、川野靖子訳/ハヤカワ文庫FT、2019年）
- Pani Jeziora（英題：Lady of the Lake）（1999年） - 「ウィッチャーV 湖の貴婦人」 （日本語版、川野靖子訳/ハヤカワ文庫FT、2019年）

## その他
<短編集（時系列的に長編に先立つ連作）>
- Miecz przeznaczenia（英題：Sword of Destiny）（1992年） - 「ウィッチャー短篇集2 運命の剣」 （日本語版、川野靖子訳/ハヤカワ文庫FT、2022年）
- Ostatnie życzenie（英題：The Last Wish）（1993年） - 「ウィッチャー短篇集1 最後の願い」 （日本語版、川野靖子訳/ハヤカワ文庫FT、2021年） ※執筆はこちらが先。

<単独作>
- Sezon burz（英題：Season of Storms）（2013年） - 「ウィッチャー 嵐の季節」 （日本語版、川野靖子訳/ハヤカワ文庫FT、2024年）

<アンソロジー＞
- Coś się kończy, coś się zaczyna（英題：Something Ends, Something Begins）（2000年）
- Maladie i inne opowiadania（英題：Maladie and Other Stories）（2012年）

## 設定

### 地理

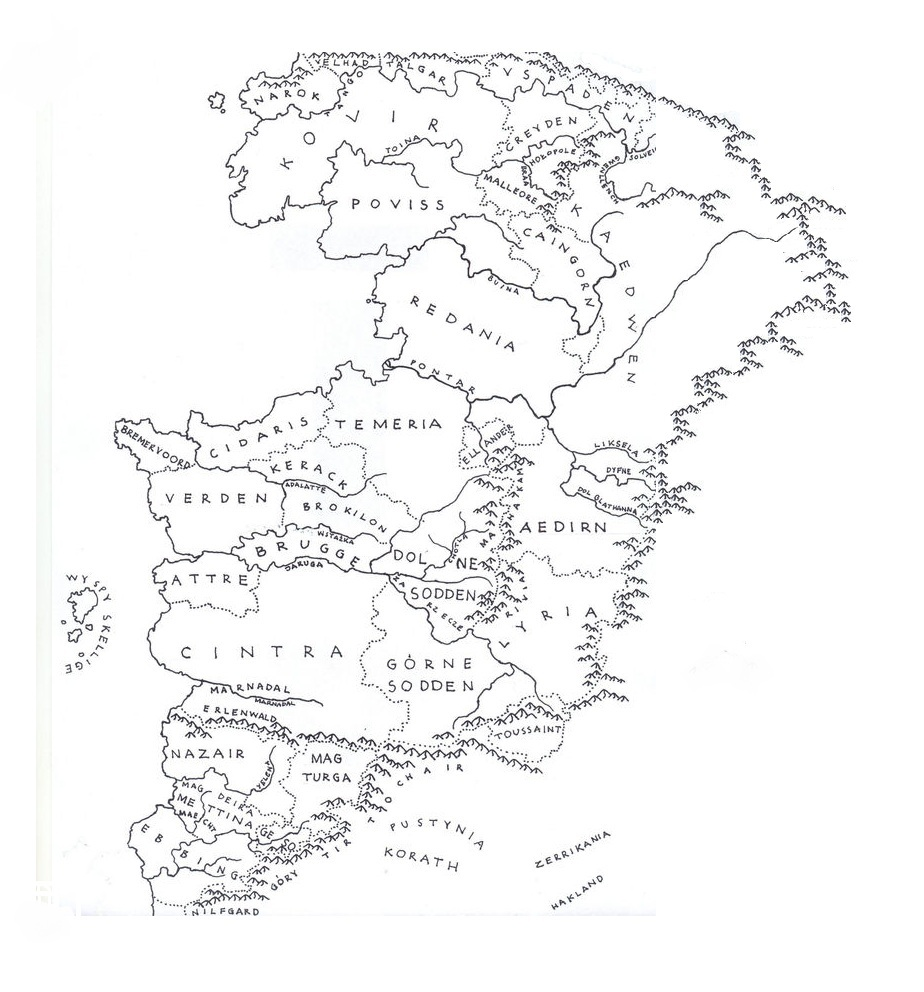
「Wiedźmin」の世界

北方諸国
ケイドウェン、レダニア、テメリア、エイダーンの４大国及びその他多数の小規模国家からなる、大陸北方の国家群。 版図を広げるニルフガード帝国と戦争状態にあり、劣勢に立たされている。
ニルフガード帝国
エムヒル皇帝が統治する大陸南方の大国。
非人間族
エルフ、ドワーフ、ハーフリングといった人間以外の種族。 人間から迫害を受けているが、鍛冶職人としてドワーフは一部で受け入れられていたりする。
スコイア＝テル
非人間族からなる奇襲団。エルフ語で「リスの尾」を意味する通り、リスの尾をトレードマークとしている。 ニルフガードに雇われ、北方諸国でゲリラ工作を散発的に繰り返している。そのやり口を気に入らない非人間族からも問題視されている。

### 時系列

#### ウィッチャーサーガ以前
- Wiedźmin (REPORTER 1990) (wszystkie opowiadania z tego zbioru zawarte są też w trzech zbiorach wydawnictwa SuperNOWA)
- Miecz Przeznaczenia (SuperNOWA 1992)
- Ostatnie życzenie (SuperNOWA 1993)
- Coś się kończy, coś się zaczyna (SuperNOWA 2000) (zawiera dwa opowiadania luźno związane z cyklem wiedźmińskim)

#### ウィッチャーサーガ
- Krew elfów (SuperNOWA 1994) - 「ウィッチャーI エルフの血脈」
- Czas pogardy (SuperNOWA 1995) - 「ウィッチャーII 屈辱の刻」
- Chrzest ognia (SuperNOWA 1996) -  「ウィッチャーIII 炎の洗礼」
- Wieża Jaskółki (SuperNOWA 1997) - 「ウィッチャーIV ツバメの塔」
- Pani Jeziora (SuperNOWA 1999) - 「ウィッチャーV 湖の貴婦人」

#### ウィッチャーサーガ以後
- Sezon burz (SuperNOWA 2013)

## 主な登場人物
リヴィアのゲラルト
＜白狼＞、＜ブラビケンの殺し屋＞などの異名を持つ熟練のウィッチャー。 変異誘発剤の摂取により異能へと変異を遂げており、その身体能力は超人的で、長命でもある。
シリ(シリラ)
“シントラの仔獅子”の名で知られる灰金色の髪の少女。 途絶えたとされる古代エルフの血筋の末裔で、＜源流＞と呼ばれる強大な魔力の持ち主。ニルフガードにより滅ぼされたシントラ国の出身で、女王キャランセの孫娘である。幼少期、戦火を逃れた後、ウィッチャーたちにより育てられた。
ヴェンガーバーグのイェネファー
ゲラルトの恋人である強力な魔法使い。かつて強力な精霊ジンに囚われていたところをゲラルトに助けられた。
トリス・メリゴールド
テメリアのフォルテスト王に仕える女魔法使い。ニルフガード侵略戦争時、ソドンの丘で奮戦した経緯から、「ソドンの丘の14人目」と呼ばれる。ゲラルトの友人で、ウィッチャーの本拠地ケィア・モルヘンの場所を知る数少ない人物。
ダンディリオン
ゲラルトの親友の吟遊詩人。
エムヒル・ヴァル・エムレイス
南方の大国ニルフガード帝国を統治する皇帝。＜白炎＞の渾名で知られる。